# Koki Ruiz
Delfín Roque Ruiz Pérez (San Ignacio Guazú, 16 de agosto de 1957-San Ignacio Guazú, 20 de diciembre de 2024), más conocido como Koki Ruiz, fue un arquitecto, artesano y artista plástico paraguayo.
Koki ha alcanzado un reconocimiento destacado tanto a nivel nacional como internacional, principalmente debido a su creación de una atracción turística de carácter tradicional conocida como la «Barraca de Tañarandy» (conocida también como la «Barraca de Koki»). Esta procesión se celebra anualmente desde 1992 durante la Semana Santa en la localidad de Tañarandy, que forma parte de su ciudad natal en San Ignacio Guazú. Sin embargo, esta actividad tuvo que ser suspendida durante los años 2020 y 2021 debido a las restricciones impuestas por la pandemia de COVID-19. Se previó su retorno para el año 2022.

## Descripción artística
Koki, en su calidad de autodidacta, se posicionó como un exponente en el ámbito pictórico que ha optado por adherirse a las técnicas tradicionales de la pintura. Su obra, identificada dentro del paradigma del posimpresionismo, se caracterizaba por la habilidad para capturar y dar forma al cromatismo y la luminosidad inherentes al entorno, recurriendo a configuraciones meticulosamente confeccionadas mediante la aplicación de pinceles o espátulas. A pesar de este enfoque técnico, no se vio constreñido por limitaciones naturalistas ni prejuicios en su obra. En determinados momentos, Koki Ruiz se dedicaba a confeccionar composiciones artísticas basadas en la observación de elementos inherentes a la naturaleza, alternando periódicamente la utilización convencional de pinceles por la aplicación táctil de sus dedos u otros utensilios en una función análoga a la de una espátula.

## Participaciones
En 1977, obtuvo el Primer Premio Artista Joven, en el Bosque de los Artistas, de Asunción.
En 1979, logró el Primer Premio en Dibujo, en el Salón de Humor del diario La Tribuna, de Asunción.
En 1985, realizó su primera muestra individual Cosecheros de algodón en la Galería Propuestas, Asunción.
En 1986, participó en la feria internacional de arte contemporáneo ARCO, de Madrid, España.
En 1987, tomó parte de la First Art Biennale de la Canning House, en Londres, Inglaterra. De ahí en más, y anualmente realizó una muestra individual en distintas galerías de su país y en el exterior.

## Obras

### Barraca de Tañarandy

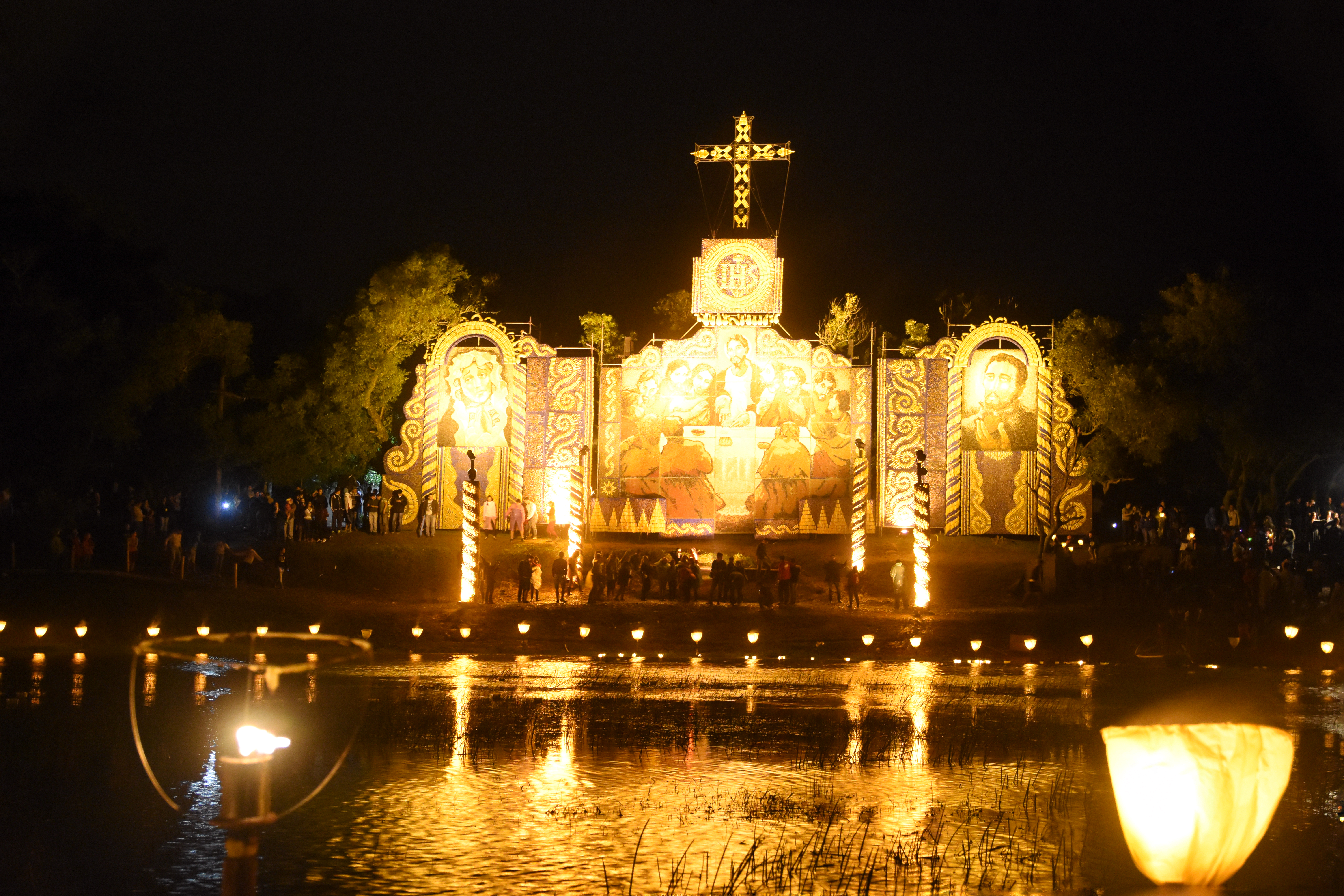
"La Barraca" durante la Pascua (2016)

Desde 1992, la fundación "Barraca de Tañarandy" o "La Barraca de Koki" organiza todos los viernes santos, al ocultarse el sol, la procesión por el "Yvága Rape" (Camino al cielo), un trayecto de 2 km, por donde desciende la muchedumbre, en medio de antorchas, velas, candiles y los cánticos lastimeros de los estacioneros, con la imagen de la Virgen la Dolorosa que va al encuentro con su hijo, el Cristo Crucificado, que lo aguarda en "La Barraca".

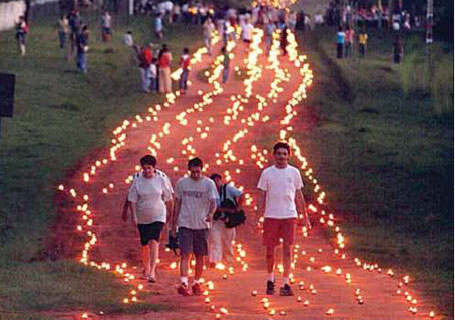
Procesión iluminada desde Tañarandy hasta el lugar de la celebración, al atardecer del Viernes Santo.

Posterior al encuentro entre la Virgen María y Jesucristo en "La Barraca", hay un espacio para la cultura con el museo viviente. Otra cosa que ofrece Yvága Rape es un trayecto de 3 km, que parte de la capilla y llega a La Barraca. El camino es iluminado con los candiles y las antorchas.
Esta parte del evento no sufre variación, se mantiene desde 1992, las innovaciones se producen en el programa cultural, en la parte final de la actividad. Un año los cuadros vivientes por ejemplo se refirieron a La Última Cena de Leonardo da Vinci, y otro año a las Reducciones Jesuíticas, con motivo de los 400 años de fundación de los pueblos de las misiones. También un retablo de Chiquitunga en 2018.
Los pobladores son protagonistas de la limpieza de su comunidad y de la preparación de los candiles y las antorchas. Es tradicional la preparación de los candiles y las antorchas en la casa de Santos Bordón, quien con sus familiares y vecinos elaboran las luminarias con restos de vegetales secos, trapos, cebo y cáscaras de apepú.
Esta actividad del Viernes Santo nació con el objetivo de recuperar y mantener viva la llama de la religiosidad popular, con la participación de toda la población local, según Koki.

### Visita del papa Francisco a Paraguay

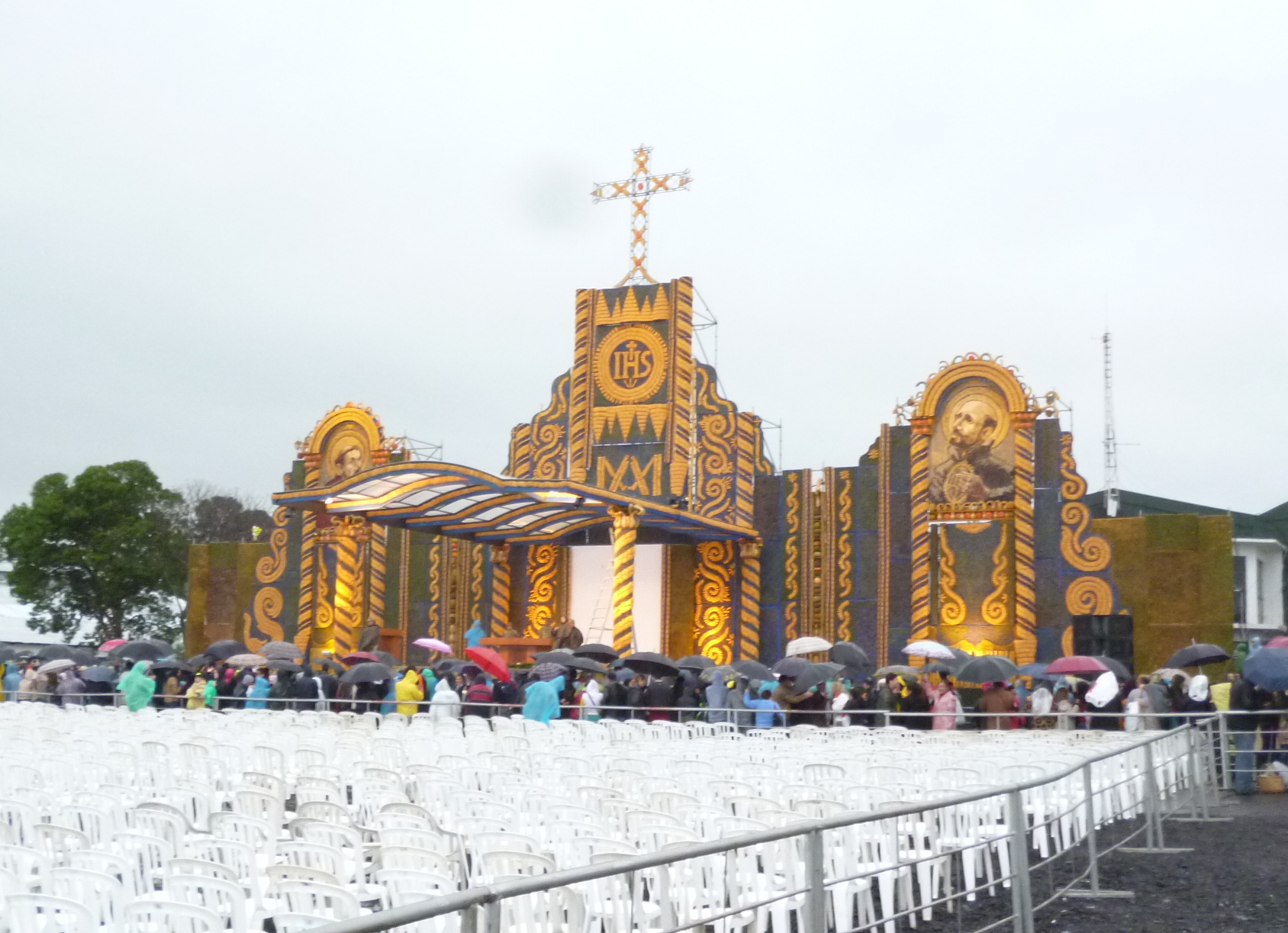
Retablo del Papa Francisco hecho con productos agrícolas y con el apoyo de Koki Ruiz.

Con motivo de la celebración de la misa principal por la visita del papa Francisco a Paraguay del domingo 12 de julio de 2015 en Ñu Guasu, fue elaborado un retablo de gran tamaño construido por Koki Ruiz, con la colaboración de un equipo de artesanos provenientes de San Ignacio Guazú, Departamento de Misiones. Debido a sus extensas proporciones y complejo acabado, llamó la atención de la ciudadanía, incluso a nivel internacional.
La pieza de altar se compuso de 32 000 mazorcas de maíz (equivalentes a media hectárea), donadas por comunidades rurales de los departamentos de Alto Paraná y Caazapá, 1000 calabazas y 200 000 cocos (firmados cada uno con mensajes de la gente). La obra evocó en su conjunto el estilo barroco jesuítico-guaraní y la agricultura familiar campesina.

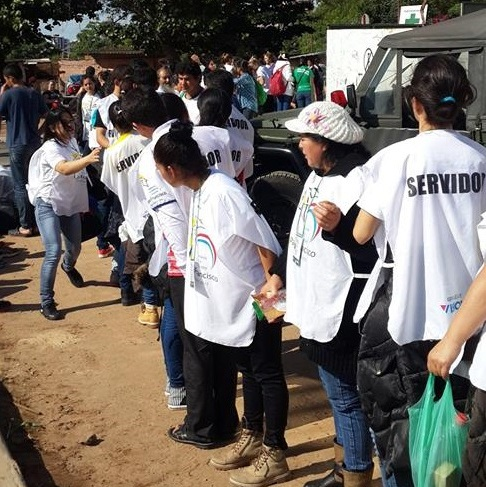
Servidores en acción durante la visita del papa Francisco a Paraguay (2015).

Dicha estructura midió 20 metros de altura sobre una base de 40 m. Su costo rondó la suma de 300 millones de guaraníes (unos 58 mil dólares estadounidenses) y fue financiado por la central hidroeléctrica de Itaipú.

### Expo Dubái, 2020
Montó su obra de arte denominada La recolección de los frutos, en el pabellón de Paraguay dentro de la Exposición Universal de Dubái de 2020.
Un majestuoso mural hecho de semillas.
La exposición estuvo abierta desde el 1 de octubre de 2021 hasta el 31 de marzo de 2022.

### Monumentos
Koki Ruiz creó varios monumentos escultóricos a lo largo de su trayectoria artística. Entre ellos se encuentran: El Reloj Solar, ubicado en el acceso a su ciudad natal, específicamente en la primera reducción fundada por los Jesuitas. La Caballería del 70 (conocida también como La Caballería Misionera) también se encuentra en su ciudad natal, San Ignacio Guazú, Misiones, Paraguay. La Fuente de los Reducidos está situada en la plaza central de Santa Rosa de Lima, Misiones, en el antiguo emplazamiento de la Reducción Jesuítica. El Kurupí, tallado en piedra, se encuentra en la plaza de Santa Rosa de Lima y simboliza la fecundidad y la cosecha prolífica. También creó El Kurupí II, ubicado en el Parque Latinoamericano del Arte del Museo de Arte de Seúl, Corea del Sur.

### Proyectos
Koki fue fundador del Teatro El Molino, una organización sin fines de lucro, con objetivos didácticos para niños, jóvenes y adultos que participan de sus talleres; alberga también algunas de sus obras y funciona como museo, contando para ello de instalaciones propias. Además, impulsó el taller Felipe Santiago Apocatu, un espacio creativo para el desarrollo de la artesanía y diferentes formas de las artes plásticas (pintura, dibujo, esculturas) destinadas a la población de menores recursos. A lo largo de su trayectoria desarrolló otros proyectos.

### Retablos
Entre sus numerosas creaciones, se encuentra El retablo de maíz, última obra de grandes dimensiones con frutos de la tierra, creada para el altar de la misa de Ñu Guasu con el papa Francisco el 12 de julio del 2015. Asimismo, El retablo de Chiquitunga que cuenta con 70 000 rosarios donados por los fieles, para la beatificación de la primera beata paraguaya, María Felicia de Jesús Sacramentado (Chiquitunga). El retablo de alfarería ubicado en el Santuario de la Divina Misericordia, Areguá.

### Estand Energía, 2024
En la Expo 2024 que se realizó en el mes de julio en la ciudad de Mariano Roque Alonso, se unieron, por primera vez, las hidroeléctricas de Itaipú y Yacyretá para estrenar un stand dedicado a la fuerza de la energía, y que fue caracterizado por tres murales de Koki Ruiz, siendo su última exposición destacada públicamente. Un extenso mural representaba al río Paraná, con su fauna íctica nativa, y el lecho del curso hídrico con tierra de la región, todo elaborado con láminas de acrílico, terciadas y una iluminación especial. Las otras obras mostraban a las mujeres recolectoras de maíz, así como a los trabajadores de ambas hidroeléctricas.

## Vida personal y familia
Koki, cuyo nombre verdadero era Delfín Roque Ruiz Pérez, nació en el distrito de San Ignacio Guazú, situado en el Departamento de Misiones, Paraguay, el 17 de agosto de 1957. Se radicó en la zona rural de Tañarandy, dentro del mismo distrito. Fue el séptimo de once hermanos, fruto del matrimonio entre Rosa Pérez y Egidio Ruiz, quien ocupó el cargo de intendente de San Ignacio Guazú durante tres mandatos consecutivos. Koki contrajo matrimonio con Norma Fretes Quiñones, licenciada en Psicología, con quien tuvo tres hijos: Julián, Macarena y Almudena. Realizó sus primeros estudios en su ciudad natal y en el Colegio San Blás de Obligado, Itapúa. Ingresó a la Universidad Presbiteriana Mackenzie de São Paulo, Brasil, en donde estudió la carrera de arquitectura.

## Fallecimiento
En julio de 2023, Koki Ruiz fue diagnosticado con cáncer de riñón y comenzó a recibir tratamiento en el Centro Oncológico del Hospital Sirio-libanés de São Paulo, Brasil, y en su país natal. Sin embargo, a pesar de los esfuerzos médicos, su salud se deterioró significativamente hacia finales de 2024.
En la madrugada del viernes 20 de diciembre de 2024, Koki Ruiz falleció a los 67 años en su ciudad natal, tras una breve hospitalización en el Sanatorio ImaGill, mientras se recuperaba de una cirugía. Su muerte conmocionó al país, especialmente a su ciudad natal y a la comunidad artística y cultural.
El presidente de Paraguay, Santiago Peña, expresó su tristeza públicamente a través de las redes sociales, calificando a Koki como un gran amigo y destacando su legado artístico. La Secretaría de Cultura de Paraguay lo homenajeó como un inmortal legendario en el arte y la cultura del Paraguay, destacando sus condecoraciones y enviando sus condolencias mediante un video. El Centro Cultural de la República El Cabildo también lamentó su partida, al recordarlo en X como un referente fundamental en la fusión de la espiritualidad, el arte y la tradición del país. El municipio de su ciudad natal declaró tres días de luto.
El 21 de diciembre, un centenar de personas se reunieron en la localidad de Tañarandy para rendirle homenaje. El funeral se llevó a cabo en la Iglesia San Ignacio de Loyola, de su ciudad natal. Sus restos fueron trasladados en una carroza blanca repleta de flores hasta la Barraca de Tañarandy, lugar de las procesiones de Semana Santa que él promovió durante 30 años. La procesión fúnebre recorrió el mismo camino que las procesiones de Semana Santa, evocando la Semana Mayor.
Un grupo de estacioneros viajó desde Luque para unirse al cortejo fúnebre, rindiéndole homenaje por su contribución al arte y la cultura paraguaya. El velatorio, inicialmente reservado para la familia, tuvo lugar en el Teatro El Molino, y luego se permitió la participación de ciudadanos que deseaban despedirse del artista.